# Paródia do símbolo ichthys

O símbolo ichthys tradicional

O símbolo ichthys, ou "peixe de Jesus", trata de um acrônimo, utilizado pelos cristãos primitivos, da expressão "Iēsous Christos Theou Yios Sōtēr", que significa "Jesus Cristo, Filho de Deus, Salvador" (em grego antigo, Ἰησοῦς Χριστός, Θεοῦ ͑Υιός, Σωτήρ). Tradicionalmente é utilizado para proclamar uma afinidade com o Cristianismo, e é algumas vezes objeto de piadas ou sátiras, especialmente quando é utilizado em automóveis em forma de adesivos plásticos. Enquanto o símbolo ichthys data do milênio passado, suas versões satíricas conhecidas são de origem recente. Eis alguns exemplos famosos dessas adaptações.

## Peixe de Darwin

O peixe de Darwin é um ichthys com pernas estilizadas lembrando Ichthyostega

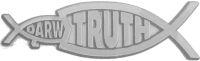
Um peixe de Jesus comendo um peixe de Darwin

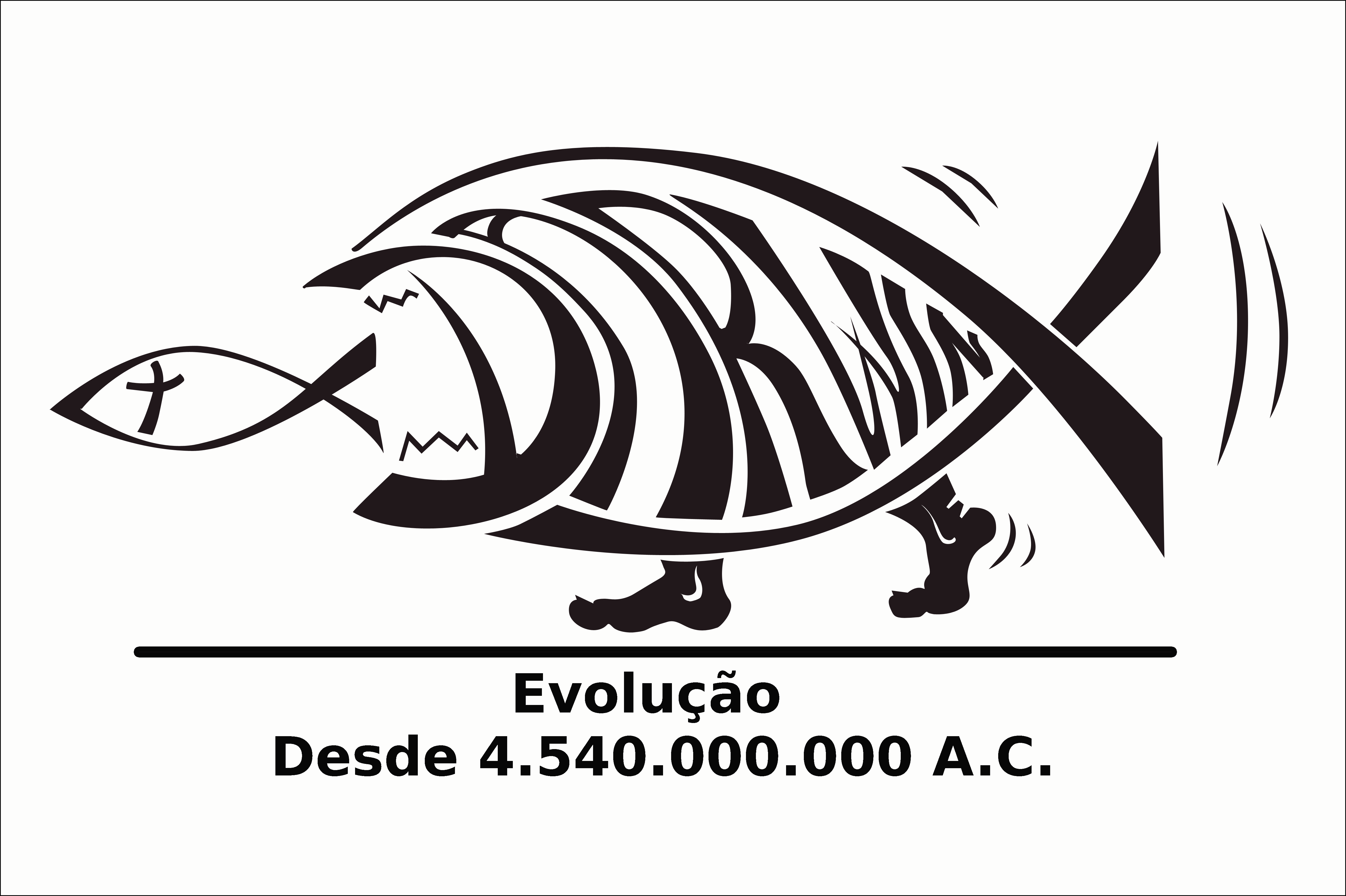
Paródia com o acréscimo da idade da terra

O peixe de Darwin é um símbolo ichthys que "desenvolveu" pernas e pés e as vezes acompanha a palavra Darwin escrita dentro (assim como o ΙΧΘΥΣ ou Jesus encontrado nas versões Cristãs). Ele simboliza a Teoria científica da Evolução, pela qual Charles Darwin é considerado fundador, em contraste ao Criacionismo, que é tradicionalmente associada ao Cristianismo. O peixe de Darwin tem uma semelhança estilizada com Ichthyostega, que é um ótimo exemplo de um fóssil de transição. Relacionado com o peixe de Darwin é um peixe com pernas, a palavra 'evoluir', e uma mão que está segurando uma chave.[carece de fontes?]
Um estudioso retórico, Thomas Lessl, realizou uma pesquisa por questionário dos usuários do peixe de Darwin. Com base em suas respostas, ele interpreta o símbolo como uma paródia científica que é em parte uma zombaria e em parte é uma imitação. Enquanto os usuários frequentemente explicam o símbolo como uma repreensão contra o criacionismo, Lessl sugere que o emblema representa uma metáfora para o progresso cultural.
O peixe de Darwin levou à concorrência entre adesivos. Um desenho foi feito com um dos "peixes de Jesus" comendo o "peixe de Darwin". Às vezes, o peixe maior contém letras que soletram a palavra "truth" ("verdade" em inglês). Um outro desenho mostra dois peixes, um com as pernas marcadas "Eu evoluí", o outro sem pernas rotulado com "Você não". Outra variante tem um peixe de Darwin levando na boca pelo rabo, um peixe de Jesus menor, morto. [2] Outras variantes representam uma "evolução" ou peixe de "Darwin" engolindo "ΙΧΘΥΣ", "peixe de Jesus" ou o peixe "verdade"; outra versão tem um peixe escrito "Ciência" engolindo um peixe escrito "mito".[carece de fontes?]

### Origem
Em 1983, dois amigos envolvidos com movimentos de ateísmo e pensamento livre no sul da Califórnia, conhecidos por Al Seckel e John Edwards, criaram juntos o desenho do peixe de Darwin, que foi usado pela primeira vez em um folheto de livre-pensamento, intitulado "Vistas de Darwin sobre religião" para União de ateus em 1984. O símbolo foi vendido pela União de Ateus e outros grupos de livres pensadores, com permissão de uso livre dado por Seckel e Edwards para toda a década de 1980, sendo usado em adesivos e camisetas.

## Peixe Prêmio de Darwin
O peixe prêmio de Darwin é um "peixe morto", flutuando de barriga para cima, escrito dentro "Prêmio de Darwin", indicando que na seleção natural, o menos adaptado morre.[carece de fontes?]

## Peixe comestível
Uma paródia do símbolo ichthys é um peixe com a palavra "Gefilte" escrito em letras estilizadas para assemelhar-se a letras em hebraico. Isso se refere ao peixe gefilte, um prato comum na culinária judaica, que se este desenho é usado em um automóvel, indica que o motorista do carro é judeu.[carece de fontes?]
Outra paródia, mais comumente visto em áreas povoadas por aqueles de ascendência norueguesa, é um peixe que contém a palavra "Lutefisk".[carece de fontes?]
"Sushi" escrito dentro do ichthys é uma variante muito comum.[carece de fontes?]

## Jornada nas Estrelas

"Peixe Star Trek"

O "Peixe Jornada nas Estrelas" ("Trek Fish" em inglês) foi desenhado por Eugene "Rod" Roddenberry Jr., filho do criador da série Jornada Nas Estrelas Gene Roddenberry. Suas motivações para fazê-lo foram os seguintes:[carece de fontes?]
Mais de um ano atrás eu vim com a ideia de uma "Peixe Jornada nas Estrelas" enquanto notava todos os símbolos religiosos de peixe no carro de todos. Eu percebo que havia uma série de variações que pregavam "criacionismo" e outros que apoiaram o "darwinismo". Eu senti que os dois estavam em conflito e foi necessário um meio termo. O "Peixe Jornada nas Estrelas" não prega ou apoia nem um sobre e nem o outro. Para mim, ele simplesmente diz que podemos continuar a discutir as nossas origens, mas, como uma espécie, deve se concentrar no futuro ... —  -- Eugene "Rod" Roddenberry Jr.
Embora ainda mantenha a forma de um peixe, com a legenda "TREK" dentro, a "barbatana" é uma paródia icônica da nave da série USS Enterprise (NCC-1701).

## Pastafarianismo

O logo do Monstro do Espaguete Voador é uma paródia do "Peixe de Jesus" por conter a forma básica do ichthys

Os defensores do Pastafarianismo, também conhecida como Igreja do Evangelho do Monstro do Espaguete Voador (MEV) (em inglês "Church of the Flying Spaghetti Monster", "FSM" ou "Pastafarianism") fazem paródia de religião, que foi criada em 2005 para protestar contra uma lei do estado norte americano de Kansas sobre educação reivindicando o ensino de design inteligente nas escolas. Por isso projetaram a sua própria versão do ichthys, com os característicos tentáculos e olhos do "Monstro do Espaguete Voador", que mais lembram outro animal marinho que seria um caranguejo. Existe outro com um design mais arrojado que o já mencionado acima "Peixe de Darwin" comendo o "peixe de Jesus", e sim um "peixe monstro spaghetti voador" atacando o "peixe de Jesus".[carece de fontes?]

## Cthulhu

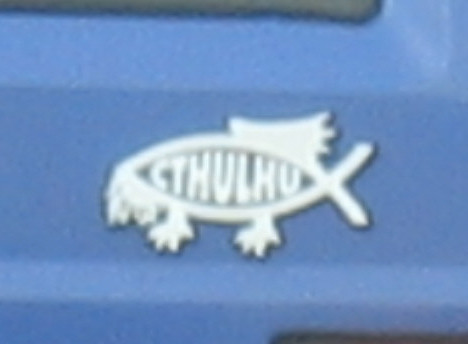
Paródia com Cthulhu como um peixe Ichthys já foi encontrada em adesivos de veículos.

Cthulhu é uma criatura gigante de ficção, um dos Grandes Antigos Mitos de Cthulhu de H. P. Lovecraft. É frequentemente citado por descrições extremas dadas por sua aparência, tamanho, e o terror abjeto que ele invoca. Cthulhu é muitas vezes referido na ficção científica e de fantasia como um personagem de horror extremo ou do mal. Também tem sido retratado através de uma paródia dos Ichthys.[carece de fontes?]

## Artgemeinschaft
O Grupo alemão Artgemeinschaft, promotor de neopaganismo racista, usa um símbolo registrado mostrando uma águia pegando um peixe ichthys.

## Outros peixes

Ichthys sem cabeça

Ichthys pescado num anzol

Essas paródias têm gerado uma série de nichos de mercado para os símbolos de peixe. Um peixe viquingue carregando um escudo e usando um capacete com chifres, com dois Ichthys no final de uma lança, (entre outras variações) é vendida em camisetas e xícaras de café. Fãs do filme Guerra nas Estrelas podem escolher o "Peixe do Yoda", que tem duas seções de cauda superiores em ambos os lados da seção do corpo, representando as orelhas do Yoda. Outras versões como budista, hindu, e neopagão são exemplos existentes, além de uma série de exemplos não-religiosos têm proliferado de campos políticos, técnicos e outros, incluindo as seguintes variações: 666 , Extraterrestre, Angler, Ateu, Morda-me, Budda, Cartão de Tubarão, Gato, Ciber Tubarão, Peixe Morto, Diabo, Jantar, DNA, Cão, Enigma, Evolve, Comida de Peixe, Freud, Heathen, Ixnay, Jeebus, Advogado, Pagão,Pirata, Prozac, Punk, Randi, Mordidas de Rasta, Realidade, Robô, Vendas, Satanás, Sci-Fi, Ciência, Scuba, Sinner, Surfista, Sushi, Thor, Atum, Vampiro, Vegano, Viagra, Wicca e Xanax, entre outros.